# Bulbophyllum mentiferum
Bulbophyllum mentiferum é uma espécie de orquídea do gênero Bulbophyllum.